# Claudiu Isopescu
Claudiu Isopescu (n. 18 aprilie 1894, Frătăuții Vechi, România – d. 1 aprilie 1956, Roma, Italia) a fost un traducător și istoric literar româno-italian. 

## Biografie

### În România
A absolvit Gimnaziul german ortodox din Suceava și s-a înscris la Universitatea din Cernăuți, pe care a abandonat-o în contextul primului război mondial și s-a transferat la Facultatea de litere a Universității din București, pe care a absolvit-o în 1919 cu distincția magna cum laude în filologie modernă, secția italiană.
În perioada 1920-1923 a fost profesor de limba germană și limba italiană la Liceul „Matei Basarab” din București.

### În Italia
În 1923 a primit o bursă la Școala Română din Roma, pe care a absolvit-o în 1925 și s-a stabilit în Italia. Din 1925 a fost lector de limba și literatura română în cadrul catedrei de limbă română a Universității din Roma, iar apoi conferențiar (1929) și profesor titular (1936). A urmărit în studiile sale raporturile culturale româno-italiene și a tradus în italiană opere literare românești.
A debutat prin publicarea unor materiale documentare în revistele Școlii de la Roma, apoi a colaborat la diferite reviste din Italia, dar și din România, precum: Il giornale di politica e di letteratura, Roma, L'Europa Orientale, Meridiano di Roma, Rassegna Italo-Romena, Atti dell'Accademia degli Arcadi, L'Illustrazione toscana, Codrul Cosminului, Cahiers „Sextil Pușcariu”, Revue de Culture Européene, sau Revista germaniștilor români.
Profesorul Isopescu a îngrijit colecția „Scriitori români” a editurii La Nuova Italia din Perugia și a fost considerat de criticul și istoricul literar român Constantin Crișan un echivalent al lui Ramiro Ortiz în Italia.

## Lucrări publicate
- Documenti inediti della fine del Cinquecento, București, 1929 – îngrijitorul ediției
- L'Italia e le origine della nuova letteratura romena (1929)
- La stampa periodica romeno-italiana in Romania e in Italia, Roma, 1937–1946[5]
- Saggi romeno-italo-ispanici, Roma, 1943
- Il poeta Romolo Scriban e l'Italia, Roma, 1943
- Il diplomatico studioso americano Eugene Schuyler (1840–1890) e i Romeni. Con uno sguardo sulla filologia romena in periodici inglesi ed americana del '800, Freiburg im Breisgau, 1954

### Traduceri
- Ion Luca Caragiale, Una lettera smarrita (O scrisoare pierdută), Perugia/Veneția, 1929 – traducere de Claudiu Isopescu și Agnese Silvestri Giorgi,[6] cuvânt înainte de Giulio Bertoni